# Universidade Save
A Universidade Save (UniSave) é uma universidade pública moçambicana, multicampi, sediada na cidade de Chongoene, umbilicada à grande Xai-Xai. 
A universidade surgiu do desmembramento dos polos de Massinga, Maxixe e Gaza da Universidade Pedagógica em meio à reforma no ensino superior moçambicano ocorrida no ano de 2019. Sua fundação também se deu pela dissolução e transformação da Universidade Pedagógica Sagrada Família (UniSaF), também conhecida como Universidade Pedagógica Delegação da Maxixe e pelo acrónimo UP-Maxixe, antiga instituição de ensino superior de regime conjunto entre a Universidade Pedagógica (UP) e a Congregação da Sagrada Família.
Sua área de actuação primaz é nas províncias de Inhambane e Gaza.

## Etimologia
O nome da universidade, assim como da maioria das instituições de ensino superior públicas do país, faz referência a um rio, neste caso ao rio Save.

## Histórico
O percurso histórico da UniSave iniciou-se pela Universidade Pedagógica Sagrada Família, uma iniciativa dos padres da Congregação da Sagrada Família de Maxixe, em 2006. Eles solicitaram apoio à Universidade Pedagógica de Maputo para a criação de cursos em Maxixe, com vistas a melhorar a oferta de ensino naquela região.
A partida das atividades se deu em 5 de março de 2007, com a oferta dos cursos de bacharelato e licenciatura em português, inglês e ciências da educação. Ao final do mesmo ano já estavam disponíveis vagas para o curso de bacharelato e licenciatura em história e geografia.
Em 2019 a UniSaF (Maxixe) e os polos de Massinga e Chongoene/Xai-Xai são afetados com a reforma do ensino superior promovida pelo governo de Moçambique. A reforma propunha a descentralização da UP, de maneira que pudesse constituir novos centros universitários autônomos. De tal proposta surgiu a UniSave, efetivada pelo decreto-lei n° 6/2019, de 15 de fevereiro de 2019, aprovado pelo Conselho de Ministros.